# Baccalauréat littéraire
Pour un article plus général, voir Baccalauréat général.
« Bac L » redirige ici. Pour l’article homophone, voir Bakel.
En France, le baccalauréat littéraire (abrégé en bac L) est l'une des trois anciennes séries de la voie générale du lycée – les deux autres étant les baccalauréats scientifique (S) et économique et social (ES). Il succède au baccalauréat série A, succédant lui-même au baccalauréat philosophie.
Les élèves de la série littéraire étudient à la fois les lettres et les langues vivantes (français, langues anciennes et langues modernes) mais aussi les sciences humaines (géographie, histoire, arts et philosophie).
Sa première session a lieu en 1995, et la dernière a lieu en 2020, date à laquelle les séries sont supprimées du baccalauréat général du fait de la réforme du baccalauréat général et technologique et réforme du lycée. Y sont depuis apparentés les baccalauréats comprenant les enseignements de spécialité dits « littéraires ».

## Évolution
| XIXe siècle             | 1945 à 1967 | 1968 à 1983 | 1984 à 1994                                                          | 1995 à 2020 |
| ----------------------- | ----------- | --- | -------------------------------------------------------------------- | --- |
| Baccalauréat ès lettres | Philosophie | A.1 (Latin-Grec) A.2 (Latin-Langues) A.3 (Latin-Mathématiques) A.4 (Langues-Mathématiques) A.5 (Langues) A.6 (Musique) A.7 (Arts plastiques) | A.1 (Lettres-Mathématiques) A.2 (Lettres-Langues) A.3 (Lettres-Arts) | L. (Littéraire) - Arts - D.G.E.M.C. (Droit et Grands Enjeux du Monde Contemporain) - L.C.A. (Langues et Cultures de l'Antiquité) - L.V.A. (Langue Vivante Approfondie) - L.V.3 (Langue Vivante 3) - Mathématiques |

## Enseignements
| Disciplines enseignées                                    | Horaire en classe de première  | Horaire en classe de terminale | Coefficient au baccalauréat |
| --------------------------------------------------------- | ------------------------------ | ------------------------------ | --------------------------- |
| Accompagnement personnalisé                               | 2 heures                       | 2 heures                       | -                           |
| Éducation physique et sportive                            | 2 heures                       | 2 heures                       | 2                           |
| Enseignement moral et civique                             | 30 minutes                     | 30 minutes                     | -                           |
| Français                                                  | 4 heures                       | -                              | 5                           |
| Géographie - Histoire                                     | 4 heures                       | 4 heures                       | 4                           |
| Langue vivante 1                                          | 2 heures 30 minutes            | 2 heures                       | 4                           |
| Langue vivante 2                                          | 2 heures                       | 2 heures                       | 4                           |
| Littérature étrangère en langue étrangère                 | 2 heures                       | 1 heure 30 minutes             | 1                           |
| Littérature                                               | 2 heures                       | 2 heures                       | 4                           |
| Philosophie                                               | -                              | 8 heures                       | 7                           |
| Sciences*                                                 | 1 heure 30 minutes             | -                              | 2                           |
| Travaux personnels encadrés                               | 1 heure                        | -                              | 2                           |
| Un enseignement au choix parmi les suivants :             |                                |                                |                             |
| Arts (arts plastiques, cinéma, danse, musique ou théâtre) | 5 heures                       | 5 heures                       | 6                           |
| Arts du cirque                                            | 8 heures                       | 8 heures                       | 6                           |
| Droit et grands enjeux du monde contemporain              | -                              | 3 heures                       | 4                           |
| Langue et culture de l'Antiquité (grec ancien ou latin)   | 3 heures                       | 3 heures                       | 4                           |
| Langue vivante 1 ou 2 approfondie                         | + 3 heures                     | + 3 heures                     | + 4                         |
| Langue vivante 3                                          | 3 heures                       | 3 heures                       | 4                           |
| Mathématiques                                             | 3 heures                       | 4 heures                       | 4                           |
| TOTAL =                                                   | de 26 heures 30 à 31 heures 30 | de 27 heures à 32 heures       |                             |
|                                                           |                                |                                |                             |
| Un ou deux enseignements optionnels au choix :            |                                |                                |                             |
| Arts                                                      | 3 heures                       | 3 heures                       | 2                           |
| Langue des signes française                               | 3 heures                       | 3 heures                       | 2                           |
| Langue et culture de l'Antiquité (grec ou latin)          | 3 heures                       | 3 heures                       | 3                           |
| Langue vivante 3                                          | 3 heures                       | 3 heures                       | 2                           |

*Enseignement incluant, d'une part, la chimie et la physique et, d'autre part, les sciences de la vie et de la Terre.

## Épreuves du baccalauréat

### Épreuves obligatoires

#### Épreuves terminales anticipées (classe de première)
- Français et littérature : écrit de 4 heures ; coefficient 3.
- Français et littérature : oral de 20 minutes ; coefficient 2.
- Sciences : écrit de 1 heure 30 minutes ; coefficient 2.
- Travaux personnels encadrés (TPE) : oral de 30 minutes ; coefficient 2 (uniquement si la note est supérieure à 10/20).

#### Épreuves terminales (classe de terminale)
- Philosophie : écrit de 4 heures ; coefficient 7.
- Littérature : écrit de 2 heures ; coefficient 4.
- Histoire-géographie : écrit de 4 heures ; coefficient 4.
- Langue vivante 1 : écrit de 3 heures + oral de 20 minutes ; coefficient 4.
- Langue vivante 2 : écrit de 3 heures + oral de 20 minutes ; coefficient 4.
- Littérature étrangère en langue étrangère : oral de 10 minutes ; coefficient 1.
- Éducation physique et sportive : contrôle en cours de formation (CCF) ; coefficient 2.
- Enseignement de spécialité (au choix) :
  - Arts : écrit de 3 heures 30 minutes + oral de 30 minutes, coefficient 3 + 3
  - Droit et grands enjeux du monde contemporain : oral 20 minutes, coefficient 4
  - Langue et culture de l'Antiquité : écrit de 3 heures, coefficient 4.
  - Langue vivante 1 ou 2 approfondie : épreuve intégrée à l'épreuve de langue vivante ; coefficient + 4 (donc 8 au total).
  - Langue vivante 3 : oral de 20 minutes ; coefficient 4.
  - Mathématiques : écrit de 3 heures ; coefficient 4.

### Épreuves optionnelles
Le candidat choisit au maximum deux épreuves parmi les suivantes :
- Informatique et création numérique : oral de 15 minutes ;
- Langue vivante 3 : oral de 20 minutes ou écrit de 2 heures (selon la langue) ;
- Langue des signes française : échange de 20 minutes ;
- Langue et culture de l'Antiquité : oral de 15 minutes ;
- Danse : oral de 30 minutes ;
- Musique : oral de 40 minutes ;
- Arts plastiques : oral de 30 minutes ;
- Histoire des arts : oral de 30 minutes ;
- Théâtre-expression dramaturgique : oral de 40 minutes ;
- Cinéma-audiovisuel : oral de 30 minutes ;
- Éducation physique et sportive : contrôle en cours de formation (CCF).

La première ou seule option choisie se verra attribuer un coefficient 2 (3 pour le latin et le grec ancien) alors que la seconde option aura toujours un coefficient 1 (même si latin ou grec ancien). Il est donc recommandé de faire attention à l'ordre des options lors de l'inscription au baccalauréat pour éviter de placer une langue ancienne en seconde position et ainsi réduire la quantité de points que l'on peut obtenir.

### Coefficients totaux
| Domaine           | Discipline(s) | Coefficient(s) | Total | Total par domaine |
| ----------------- | --- | -------------- | --- | --- |
| Arts              | Arts du cirque OU Arts plastiques OU Cinéma-Audiovisuel OU Danse OU Histoire des arts OU Musique OU Théâtre-Expression dramaturgique                                               | 6              | 0 (pour les élèves ayant choisi une autre spécialité) OU 6 (pour les élèves ayant choisi une spécialité artistique)    | Disciplines littéraires : Spécialité Arts : 35 Spécialité Langues : 33 Spécialité Droit : 33 Autre (Spécialité Maths) : 29 |
| Lettres           | Français et littérature (écrit) | 3              | 9 | Disciplines littéraires : Spécialité Arts : 35 Spécialité Langues : 33 Spécialité Droit : 33 Autre (Spécialité Maths) : 29 |
| Lettres           | Français et littérature (oral) | 2              | 9 | Disciplines littéraires : Spécialité Arts : 35 Spécialité Langues : 33 Spécialité Droit : 33 Autre (Spécialité Maths) : 29 |
| Lettres           | Littérature | 4              | 9 | Disciplines littéraires : Spécialité Arts : 35 Spécialité Langues : 33 Spécialité Droit : 33 Autre (Spécialité Maths) : 29 |
| Langues           | Langue vivante obligatoire 1 | 4              | 9 (pour les élèves ayant choisi une autre spécialité) OU 13 (pour les élèves ayant choisi une spécialité linguistique) | Disciplines littéraires : Spécialité Arts : 35 Spécialité Langues : 33 Spécialité Droit : 33 Autre (Spécialité Maths) : 29 |
| Langues           | Langue vivante obligatoire 2 | 4              | 9 (pour les élèves ayant choisi une autre spécialité) OU 13 (pour les élèves ayant choisi une spécialité linguistique) | Disciplines littéraires : Spécialité Arts : 35 Spécialité Langues : 33 Spécialité Droit : 33 Autre (Spécialité Maths) : 29 |
| Langues           | Littérature étrangère en langue étrangère | 1              | 9 (pour les élèves ayant choisi une autre spécialité) OU 13 (pour les élèves ayant choisi une spécialité linguistique) | Disciplines littéraires : Spécialité Arts : 35 Spécialité Langues : 33 Spécialité Droit : 33 Autre (Spécialité Maths) : 29 |
| Langues           | Langue vivante 1 approfondie OU Langue vivante 2 approfondie OU Langue vivante 3 OU Langues et cultures de l'Antiquité : Grec ancien OU Langues et cultures de l'Antiquité : Latin | 4              | 9 (pour les élèves ayant choisi une autre spécialité) OU 13 (pour les élèves ayant choisi une spécialité linguistique) | Disciplines littéraires : Spécialité Arts : 35 Spécialité Langues : 33 Spécialité Droit : 33 Autre (Spécialité Maths) : 29 |
| Sciences humaines | Philosophie | 7              | 11 | Disciplines littéraires : Spécialité Arts : 35 Spécialité Langues : 33 Spécialité Droit : 33 Autre (Spécialité Maths) : 29 |
| Sciences humaines | Histoire-Géographie | 4              | 11 | Disciplines littéraires : Spécialité Arts : 35 Spécialité Langues : 33 Spécialité Droit : 33 Autre (Spécialité Maths) : 29 |
| Droit             | Droit et grands enjeux du monde contemporain | 4              | 0 (pour les élèves ayant choisi une autre spécialité) OU 4 (pour les élèves ayant choisi la spécialité Droit)          | Disciplines littéraires : Spécialité Arts : 35 Spécialité Langues : 33 Spécialité Droit : 33 Autre (Spécialité Maths) : 29 |
| Sciences          | Sciences | 2              | 2 (pour les élèves ayant choisi une autre spécialité) OU 6 (pour les élèves ayant choisi la spécialité mathématiques)  | Disciplines scientifiques : Spécialité Maths : 6 Autres : 2                                                                |
| Sciences          | Mathématiques | 4              | 2 (pour les élèves ayant choisi une autre spécialité) OU 6 (pour les élèves ayant choisi la spécialité mathématiques)  | Disciplines scientifiques : Spécialité Maths : 6 Autres : 2                                                                |
| Sport             | Éducation physique et sportive | 2              | 2 | 2 |
|                   | |                | | 37 ou 39 (Spécialité Arts)                                                                                                 |

## Poursuite d'études
Les bacheliers littéraires s'orientent vers l'universitaire ou les classes préparatoires aux grandes écoles, principalement dans les filières suivantes : 
- Arts
  - Archéologie
  - Audiovisuel et Cinéma
  - Histoire de l'Art
  - Musique et Musicologie

- Lettres
  - Lettres appliquées
  - Lettres classiques
  - Lettres modernes

- Langues 
  - Langues, Littératures et Civilisations étrangères ou régionales (L.L.C.E.R.)
  - Langues étrangères appliquées (L.E.A.)

- Sciences humaines, Sciences sociales 
  - Géographie
  - Histoire
  - Information et Communication
  - Philosophie
  - Psychologie
  - Sciences de l'éducation
  - Sciences médico-sociales
  - Sociologie

- Économie, Gestion, Droit 
  - Administration économique et sociale
  - Administration publique
  - Droit
  - Économie
  - Gestion
  - Sciences politiques

Les très bons élèves s'orientent en classes préparatoires aux grandes écoles littéraires :
- Les classes préparatoires à l'École Normale Supérieure, section Lettres
  - Voie A/L : Lettres
    - Voie "Classique" : pour préparer l'E.N.S. de Paris (rue d'Ulm)
      - Spécialité Arts plastiques
      - Spécialité Cinéma et Audiovisuel
      - Spécialité Histoire de l'Art
      - Spécialité Histoire-Géographie
      - Spécialité Langues vivantes (deux langues vivantes, étudiées au même niveau)
      - Spécialité Lettres classiques
      - Spécialité Lettres modernes
      - Spécialité Musique
      - Spécialité Philosophie
      - Spécialité Théâtre

    - Voie "Moderne" : pour préparer l'E.N.S. de Lyon
      - Spécialité Arts plastiques
      - Spécialité Cinéma et Audiovisuel
      - Spécialité Histoire de l'Art
      - Spécialité Histoire et Géographie
      - Spécialité Langues vivantes
      - Spécialité Lettres classiques
      - Spécialité Lettres modernes
      - Spécialité Musique
      - Spécialité Philosophie
      - Spécialité Théâtre

  - Voie B/L : Lettres et Sciences sociales
- Les classes préparatoires à l'École Nationale des Chartes
  - Voie A, "Classique"
  - Voie B, "Moderne"
- Les classes préparatoires à l'École Spéciale Militaire de Saint-Cyr

Une partie s'oriente vers des écoles de commerce, de management ou de gestion.
Une partie s'oriente vers des écoles de cinéma, des conservatoires de musique ou de danse. Une partie s'oriente vers des instituts d'études politiques comme Sciences Po Paris. Une partie s'oriente vers le milieu du paramédical (ostéopathe, infirmier, aide-soignant...).
Il est important de noter qu'un élève ayant choisi la spécialité mathématiques aura les mêmes débouchés qu'un bachelier économique et social.

## Chiffres clés

### Taux de réussite et attractivité
En pourcentage de bacheliers, le bac ès lettres est dominant par rapport au bac ès sciences jusqu’aux années 1950. Concurrencé par l'apparition de nouvelle séries, il devient le moins important en pourcentage du total des bacheliers à partir des années 1990 et passe sous le seuil des 10 % dans les années 2000.
Le taux de réussite augmente avec le temps, comme pour tous les bacs, mais le nombre d'admis par rapport aux autres filières ou autres baccalauréats est en diminution sur longue période. À titre de comparaison, la part des admis issus des filières générales est passée de 53,8 % en 2005 à 48,17 % en 2012,.
Sur une longue durée, ces données peuvent traduire d'une part une désaffection de la filière générale, encore plus de la filière littéraire, mais aussi une démocratisation de l'accès au baccalauréat via les filières technologiques et professionnelles (si la part totale des jeunes qui passent le bac augmente et si l'augmentation se dirige dans les filières technologique et professionnelle, la part du bac L et celle du bac général diminueront).
Les statistiques des dernières années, indiquent toutefois une stabilisation, voire un regain d'attractivité. Une tendance confirmée en 2016 et 2017 : les inscrits au baccalauréat littéraire 2016 représentaient 17 % des candidats de la filière générale, soit 62 633 contre 59 578 en 2015, en augmentation de 5,1 %. En 2017, on note aussi une augmentation de 3,7 % des présents pour le bac L. Pour les années antérieures à 2016, l'absence du nombre de présents ne permet pas de jauger aussi précisément l'attractivité de la filière (les pourcentages des admis sont un reflet imparfait d'une plus ou moins grande attractivité, les pourcentages des présents offrent une image plus nette).
| Année | Taux de réussite | Nombre d'admis | Part bac général | Part tous bac | Part présents bac général | Part présents tous bac |
| ----- | ---------------- | -------------- | ---------------- | ------------- | ------------------------- | ---------------------- |
| 2017  | 90,6 %           | 52 439         | 16,4 %           | 8,17 %        | 15,56 %                   | 7,93 %                 |
| 2016  | 91,2 %           | 50 886         | 15,5 %           | 8,04 %        | 15,60 %                   | 7,80 %                 |
| 2015  | 90,6 %           | 49 805         | 15,7 %           | 8,02 %        |                           |                        |
| 2014  | 90 %             | 47 918         | 15,68 %          | 7,67 %        |                           |                        |
| 2013  | 90,9 %           | 50 358         | 16,49 %          | 8,54 %        |                           |                        |
| 2012  | 87,0 %           | 46 500         | 15,83 %          | 7,62 %        |                           |                        |
| 2011  | 85,6 %           |                |                  |               |                           |                        |
| 2010  | 85,1 %           | 45 692         | 16,33 %          | 8,60 %        |                           |                        |
| 2009  | 87,2 %           | 47 765         | 16,56 %          | 8,86 %        |                           |                        |
| 2008  | 86,2 %           | 48 810         | 17,45 %          | 9,41 %        |                           |                        |
| 2007  | 84,4 %           | 49 843         | 17,69 %          | 9,50 %        |                           |                        |
| 2006  | 83,3 %           | 50 792         | 17,96 %          | 9,69 %        |                           |                        |
| 2005  | 81,9 %           | 49 434         | 18,14 %          | 9,75 %        |                           |                        |
| 2000  | 80,2 %           | 59 642         | 22 %             | 11,54 %       |                           |                        |
| 1995  | 71,3 %           | 71 460         | 24,90 %          | 14,51 %       |                           |                        |

### Présence par sexe
La filière littéraire est la moins choisie tant par les filles que par les garçons, mais cette désaffection est plus forte chez les garçons. La surreprésentation des filles dans cette filière est souvent présenté comme un choix culturel : les filles aimeraient plus lire que les garçons.
- En 2013, les filles représentaient 79,10 % des candidats au bac L[8].
- En 2010, les filles représentaient 79,30 % du total des admis[8].

Plusieurs campagnes ont incité les filles à se diriger vers une filière scientifique,,, encourageant ainsi une mixité dans des études où le sexe masculin est surreprésenté, mais aucune campagne n'a incité les garçons à choisir une voie littéraire.

## Sources
1. ↑  Philippe Cibois, « L'évolution de 1920 à 2009 de la série littéraire du baccalauréat », sur enseignement-latin.hypotheses.org, 6 juin 2010 (consulté le 7 septembre 2017).
2. ↑  Pour 2005 à 2010 http://www.data.gouv.fr/fr/dataset/la-reussite-au-baccalaureat-selon-la-serie-00000000
3. ↑  Pour 2012 http://www.education.gouv.fr/cid57111/l-education-nationale-en-chiffres.html
4. ↑  Pour 2014 http://cache.media.education.gouv.fr/file/2014/56/8/DEPP_NI_2014_29_baccalaureat_2014_session_juin_339568.pdf
5. 1 2  Pour 2016-2017 http://www.education.gouv.fr/cid56455/le-baccalaureat-2017-session-de-juin.html
6. ↑  Pour 2016 http://www.education.gouv.fr/cid103211/baccalaureat-2016.html#Les_chiffres-cles
7. ↑  Françoise Vouillot, « L'orientation aux prises avec le genre, Summary, Zusammenfassung, Resumen », Travail, genre et sociétés, vol. Nº 18, no 2,‎ 2 décembre 2008, p. 87–108 (ISSN 1294-6303, lire en ligne, consulté le 16 novembre 2017)
8. 1 2  Pour 2003 à 2013 http://www.insee.fr/fr/themes/tableau.asp?reg_id=0&ref_id=natfps07237
9. ↑  Campagne de la Commission européenne http://science-girl-thing.eu/en/splash
10. ↑  Déclaration d'intention des Nations unies http://www.un.org/press/fr/2014/FEM1985.doc.htm
11. ↑  Blog soutenu par Universcience https://allezlesfilles.wordpress.com/